# Esciürògnats

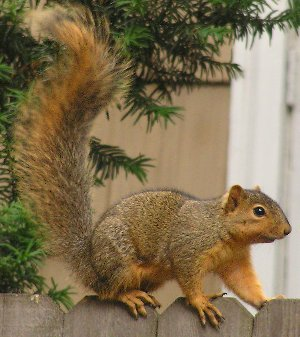
Esquirol de Bryant

Els esciürògnats (Sciurognathi) són un grup de rosegadors, a moltes classificacions considerat com a subordre, al qual pertanyen, entre d'altres, els esquirols, els castors, els ratolins, les rates, els hàmsters i els geòmids. El grup contrasta amb els histricògnats, el grup de rosegadors al qual pertanyen animals com els conills porquins i porcs espins del Vell Món.
Als esciürògnats tenen el múscul del maxil·lar fixat a una part de la mandíbula en línia amb la resta del maxil·lar inferior, mentre que els histricògnats el tenen tenen una mica més endins. Al revés dels histricògnats, els esciürògnats es consideren un grup parafilètic. Per exemple, basant-se en el maxil·lar inferior, els ctenodactílids pertanyen als esciürògnats, tot i que és probable que estiguin més relacionats amb els histricògnats.